# Sporetus colobotheides
Sporetus colobotheides är en skalbaggsart som först beskrevs av White 1855.  Sporetus colobotheides ingår i släktet Sporetus och familjen långhorningar.
Artens utbredningsområde är Paraguay. Inga underarter finns listade i Catalogue of Life.